# Плосък данък
Плосък данък (или пропорционален данък) е данъчна система с константа на данъчната ставка, тоест система, при която всички участници в дадена група (обикновено граждани или компании) се облагат с една и съща ставка (процент от дохода, тоест подоходен данък), за разлика от прогресивния данък, който е градиран по отношение на доходите. Терминът „плосък данък“ най-често се използва за подоходния данък, като прогресивният данък е наричан съответно прогресивен подоходен данък. Плоският данък се прилага на национално ниво в ограничен брой страни, като по света е по-разпространен прогресивният данък върху доходите, при който гражданите или компаниите с по-висок доход плащат по-висока данъчна ставка от тези с по-нисък доход.

## История и съвременно приложение
В исторически план въвеждането на плосък данък се е смятало за голямо подобрение в сравнение със ситуацията, в която аристокрацията и духовенството са освободени от почти всякакви данъци. Това, например, е една от причините за Френската революция. През 19 век плоският данък за всички доходи е въведен в повечето европейски страни.
След Първата световна война в повечето страни е въведен прогресивен данък, за да се финансират нарастващите правителствени разходи, главно във връзка с войните. През втората половина на 20 век редица изследователи, като Артър Лафер, стигат до заключението, че прогресивнят данък е безполезен – данъкоплатците, особено богатите и мобилни, успяват да избегнат високите ставки.
През последните години редица страни, главно в Централна и Източна Европа, се връщат към плоския данък, като основен мотив за това е увеличаването на икономическия растеж. В средата на 1990-те Естония и Латвия въвеждат плосък данък от, съответно, 24% и 25% с необлагаем минимум. От началото на 2001 г. в Русия е въведен плосък данък от 13% върху личните доходи, а Украйна приема същата система през 2003 г. През 2004 г в Словакия е въведен плосък данък, като се използва една ставка от 19% за подоходния данък, данък печалба и данък добавена стойност. От началото на 2005 г. Румъния въвежда плосък данък от 16% върху личните и корпоративни доходи.
В Съединените щати, въпреки че на федерално ниво подоходният данък е прогресивен, пет щата (Илинойс, Индиана, Масачузетс, Мичиган и Пенсилвания) прилагат плосък данък за личните доходи, като ставката варира от 3% до 5,3%, а в Пенсилвания няма необлагаем минимум.
| Страна            | Година на въвеждане | Данъчна ставка |
| ----------------- | ------------------- | -------------- |
| Естония           | 1994                | 22%            |
| Латвия            | 1995                | 25%            |
| Литва             | 1996                | 27%            |
| Русия             | 2001                | 13%            |
| Румъния           | 2005                | 16%            |
| Грузия            | 2005                | 20%            |
| Исландия          | 2012                | 46.24%         |
| Монголия          | 2007                | 10%            |
| Киргизстан        | 2007                | 10%            |
| Северна Македония | 2012                | 10%            |
| Черна гора        | 2012                | 9%             |
| България          | 2008                | 10%            |

### В България
В България плоският данък става популярен след като в началото на 2003 г. група от около 100 икономисти изпращат отворено писмо до министъра на финансите Милен Велчев, в което настояват да се въведе плосък подоходен данък от 10%. Инициатор и автор на писмото е Георги Ангелов, макроикономист на Института за пазарна икономика. Вестник „Капитал“ излиза с огромна тема на броя на икономическия редактор на вестника Йордан Матеев в подкрепа на плоския данък. Оказва се, че обществото все още не е подготвено за идеята. В продължение на няколко години институции и икономисти, сред които ИПИ (който започна да издава бюлетин за плоския данък), Георги Ангелов, Лъчезар Богданов, Йордан Матеев и Георги Ганев настояват публично високите прогресивни данъци да бъдат заменени с нисък плосък данък. Постепенно бизнесът започва да подкрепя идеята. Последват го и политическите партии – СДС, НДСВ, както и ГЕРБ при самото учредяване на партията.
Плоският данък от 10% е въведен, като през 2008 г. облагането на доходите на физическите лица става 10%.
Това е част от разработваната от министъра на финансите в кабинета на Тройната коалиция – доц. д-р Пламен Орешарски нова данъчна политика с цел повишаване на конкурентоспособността на реалната икономика и в подкрепа на фискалната сигурност.
Макар че повечето предходни предложения за въвеждане на плосък данък, подкрепяни и от дясната опозиция, предвиждат необлагаем минимум, правителството налага въвеждането на данъка без него. Самото премахване на прогресивния данък е критикувано от депутати от управляващата коалиция, като Георги Близнашки и Николай Камов. Кабинетът на Орешарски въвежда необлагаем минимум, реализиран чрез последващо възстановяване на вече внесения данък, който е в сила през 2014 – 2015 г., но след това е премахнат.

## Страни с плосък данък
Плоският данък е въведен към 2008 г. включително в общо 29 страни, като през последните години редица страни, включително Чехия и Словакия въвеждат по-висока ставка за високите доходи .
Това са Албания (2007), Беларус (2009), Боливия (1986), Босна и Херцеговина (2004), България (2008), о. Джърси (1940), о. Гърнси (1960), Казахстан (2007), Мавриций (2009), Обвалден (кантон в Швейцария, 2008), Парагвай (2006), Тонга, Тринидад и Тобаго (2006), Ямайка (1986).
Също така в САЩ някои щати имат плосък данък:
- Илинойс: 3%
- Индиана: 3,4%
- Колорадо: 4,63%
- Масачузетс: 5,3%
- Мичиган: 4,35%
- Пенсилвания: 3,07%
- Юта: 5%

Страни, на които често се приписва данъчна система от плоско данъчно облагане
- Хонконг Някои източници твърдят, че Хонконг има плоска данъчна система [4], макар всъщност облагането да е с различни ставки с максимум от 15% [5].